# Candi (Pal Matak)
Candi is een bestuurslaag in het regentschap Kepulauan Anambas van de provincie Riouwarchipel, Indonesië. Candi telt 506 inwoners (volkstelling 2010).